# Тристаннид иттрия
Тристаннид иттрия — бинарное интерметаллическое неорганическое соединение иттрия и олова с формулой YSn3, кристаллы.

## Получение
- Сплавление стехиометрических количеств чистых веществ:

{\displaystyle {\mathsf {Y+3Sn\ {\xrightarrow {515^{o}C}}\ YSn_{3}}}}

## Физические свойства
Тристаннид иттрия образует кристаллы
кубической сингонии,
пространственная группа P m3m,
параметры ячейки a = 0,4666 нм, Z = 1,
структура типа тримедьзолота AuCu3
.
Соединение образуется по перитектической реакции при температуре 515°C.
При температуре 7 K переходит в сверхпроводящее состояние
.